# 충북대학교 사범대학 부설고등학교
충북대학교 사범대학 부설고등학교(忠北大學校 師範大學 附設高等學校)는 대한민국 충청북도 청주시 흥덕구 가경동에 있는 국립 고등학교이다.

## 학교 연혁
- 1985년 11월 13일 : 부속고등학교 설립 인가(12학급)
- 1986년 3월 3일 : 부속고등학교 개교 및 입학
- 1989년 2월 14일 : 부속고등학교 제1회 졸업(221명)
- 1990년 9월 30일 : 체육관(강당) 신축
- 1998년 11월 7일 : 교실(별관) 증축
- 2001년 3월 2일 : (학칙 변경 인가) 부설고등학교로 교명 변경
- 2010년 2월 1일 : 교사(현위치 본관) 신축 이전
- 2016년 12월 16일 : 기숙사(가원학사) 준공
- 2021년 2월 1일 : 학교교육공간혁신 준공
- 2023년 2월 7일 : 제35회 졸업식(180명, 총 8,525명)
- 2023년 3월 2일 : 2023학년도 입학(6학급 181명)
- 2023년 9월 1일 : 제13대 이종학 교장 취임

## 참고 자료
- 충북대학교 사범대학 부설고등학교 - 한국교육학술정보원 학교알리미